# رنو فیوگو
رنو فیوگو (به انگلیسی: Renault Fuego) خودرویی محصول شرکت رنو است که در سال‌های ۱۹۸۰ تا ۱۹۸۵ در کمون بیان‌کورت فرانسه، از ۱۹۸۰ تا ۱۹۸۶ در اسپانیا و از مارس ۱۹۸۲ تا ۱۹۹۲ در آرژانتین تولید شده‌است.
این خودرو در کلاس خودرو اسپورت قرار گرفته، طراحی آن خودروهای موتور جلو-محور جلو بوده است. گنجایش موتور فوگو تقریباً ۲ لیتر و دارای ۲ کاربراتور است. بیشترین قدرت دستگاه ۱۱۰ اسب بخار در ۵۵۰۰ دور در دقیقه و حداکثر گشتاور آن نزدیک به ۱۶۰ نیوتون متر در ۳۰۰۰ دور در دقیقه است.